# Budka żeleznoj dorogi 25 km
Budka żeleznoj dorogi 25 km (ros. Будка железной дороги 25 км, skrót. Будка ж/д 25 км) – opuszczona wieś w Rosji, w obwodzie smoleńskim, w rejonie safonowskim, w osiedlu wiejskim Wadino.
Wieś położona jest przy linii kolejowej Durowo – Władimirskij Tupik, na której znajduje się tu przystanek kolejowy Iwanisino.

## Warunki naturalne
Miejscowość położona jest pośrodku kompleksu leśnego, w znacznej odległości od innych skupisk ludzkich.

## Demografia
Wieś jest niezamieszkana co najmniej od początku XXI w.

## Historia
Wieś powstała przy zbudowanej w 1914 linii kolejowej. Początkowo leżała w granicach Związku Sowieckiego. Od 1991 położona jest w Rosji.